# KREVA
KREVA, de son vrai nom Takashi Hatakeyama (畠山 貴志, Hatakeyama Takashi), né le 18 juin 1976 à Tokyo au Japon, est un rappeur et producteur  japonais. 
C'est un artiste solo qui s'est fait connaitre avec de nombreux groupes de Hip-Hop : Kick The Can Crew, By Phar the Dopest et Funky Grammar Unit. 

## Discographie

### Albums
- Shinjin Kreva (2004)
- Ai Jibunhaku (2006)
- Yoroshiku Onegaishimasu (2007)
- Shinzō (2009)
- Go (2011)
- Space (2013)
- Uso to bon'nō (2017)

### EP
- Oasys (2010)

### Compilations
- Kreva no Best Ban (2008)
- Japanese Rap Star for USA, Vol. 1 (2011)
- BEST ALBUM「KX」(2014)

### Singles
- Kibō no Honō (2004)
- Neiro (2004)
- Hitori Janai no yo (2004)
- Funky Glamorous (2005)
- Issai Gassai (2005)
- Start (2005)
- Kokuminteki Gyōji (2005)
- Have a Nice Day! (2006)
- The Show (2006)
- Aggressive (2007)
- Kureba Ii no ni feat. Masamune Kusano (2007)
- Strong Style (2007)
- Magic feat. Toshinobu Kubota (2007)
- Seikō (2009)
- I Wanna Know You (2009)
- Umarete Kite Arigatō feat. Yuu Sakai (2009)
- Nothing (2009)
- Katte ni Remix Series (2009)
- Blue (2009)
- Red (2009)
- A to XYZ / Slow Beat (Toko Furuuchi & KREVA) (2009)
- Idome (2011)
- C'Mon, Let's Go (2011)
- Kila Kila (2011)
- Tan-Kyu-Shin (2011)
- Strong (Miyavi VS KREVA (2011)
- Hikari (2012)
- Oh Yeah! (2012)
- Na Na Na (2012)
- Ouja no Kyuujitsu (2013)
- Tranquilizer (2014)
- Under The Moon (2015)
- Neiro (2011)
- Neiro (2011)
- Neiro (2011)